# Javernant
Javernant est une commune française, située dans le département de l'Aube en région Grand Est.

## Géographie
|          | Bouilly    | Villery            |
| Sommeval | Javernant  | Lirey              |
|          | Saint-Phal | Machy Crésantignes |

Située à l'orée de la forêt d'Othe, elle en possède le point culminant à 303 m.

### Hydrographie
La commune est dans la région hydrographique « la Seine de sa source au confluent de l'Oise (exclu) » au sein du bassin Seine-Normandie. Elle n'est drainée par aucun cours d'eau,.

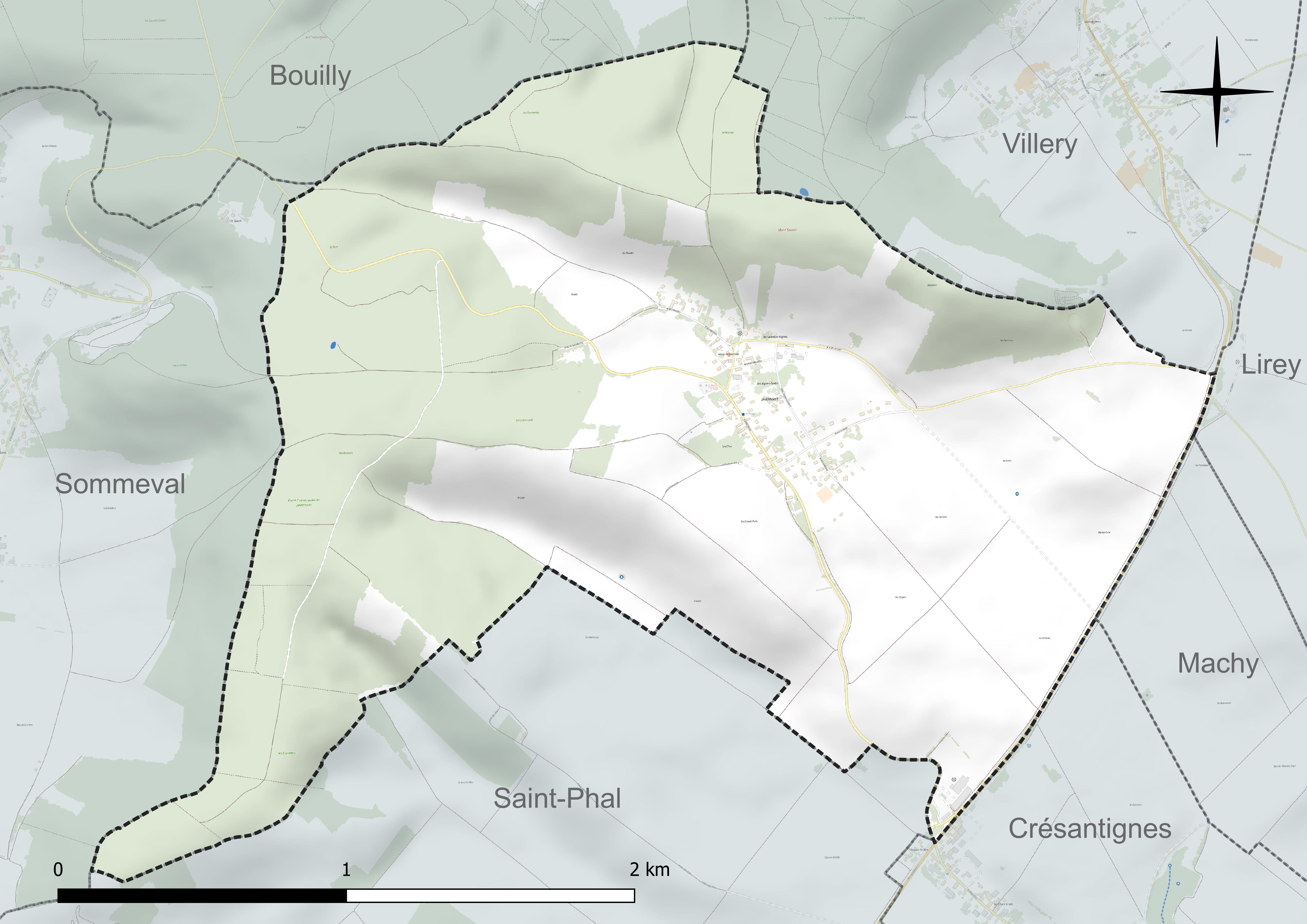
Réseau hydrographique de Javernant.

### Climat
Pour des articles plus généraux, voir Climat du Grand Est et Climat de l'Aube.
En 2010, le climat de la commune est de type climat océanique dégradé des plaines du Centre et du Nord, selon une étude du Centre national de la recherche scientifique s'appuyant sur une série de données couvrant la période 1971-2000. En 2020, Météo-France publie une typologie des climats de la France métropolitaine dans laquelle la commune est exposée à un climat océanique altéré et est dans la région climatique Lorraine, plateau de Langres, Morvan, caractérisée par un hiver rude (1,5 °C), des vents modérés et des brouillards fréquents en automne et hiver.
Pour la période 1971-2000, la température annuelle moyenne est de 10,3 °C, avec une amplitude thermique annuelle de 15,8 °C. Le cumul annuel moyen de précipitations est de 800 mm, avec 12,5 jours de précipitations en janvier et 8,4 jours en juillet. Pour la période 1991-2020, la température moyenne annuelle observée sur la station météorologique de Météo-France la plus proche, « Saint-Pouange », sur la commune de Saint-Pouange à 8 km à vol d'oiseau, est de 11,5 °C et le cumul annuel moyen de précipitations est de 707,5 mm. 
La température maximale relevée sur cette station est de 42,2 °C, atteinte le 24 juillet 2019 ; la température minimale est de −21 °C, atteinte le 9 janvier 1985,,.
Les paramètres climatiques de la commune ont été estimés pour le milieu du siècle (2041-2070) selon différents scénarios d'émission de gaz à effet de serre à partir des nouvelles projections climatiques de référence DRIAS-2020. Ils sont consultables sur un site dédié publié par Météo-France en novembre 2022.

## Urbanisme

### Typologie
Au 1er janvier 2024, Javernant est catégorisée commune rurale à habitat dispersé, selon la nouvelle grille communale de densité à 7 niveaux définie par l'Insee en 2022.
Elle est située hors unité urbaine. Par ailleurs la commune fait partie de l'aire d'attraction de Troyes, dont elle est une commune de la couronne,. Cette aire, qui regroupe 209 communes, est catégorisée dans les aires de 200 000 à moins de 700 000 habitants,.

### Occupation des sols
L'occupation des sols de la commune, telle qu'elle ressort de la base de données européenne d’occupation biophysique des sols Corine Land Cover (CLC), est marquée par l'importance des territoires agricoles (48,3 % en 2018), une proportion identique à celle de 1990 (48,3 %). La répartition détaillée en 2018 est la suivante : 
terres arables (48,3 %), forêts (46,2 %), zones urbanisées (5,5 %). L'évolution de l’occupation des sols de la commune et de ses infrastructures peut être observée sur les différentes représentations cartographiques du territoire : la carte de Cassini (XVIIIe siècle), la carte d'état-major (1820-1866) et les cartes ou photos aériennes de l'IGN pour la période actuelle (1950 à aujourd'hui).

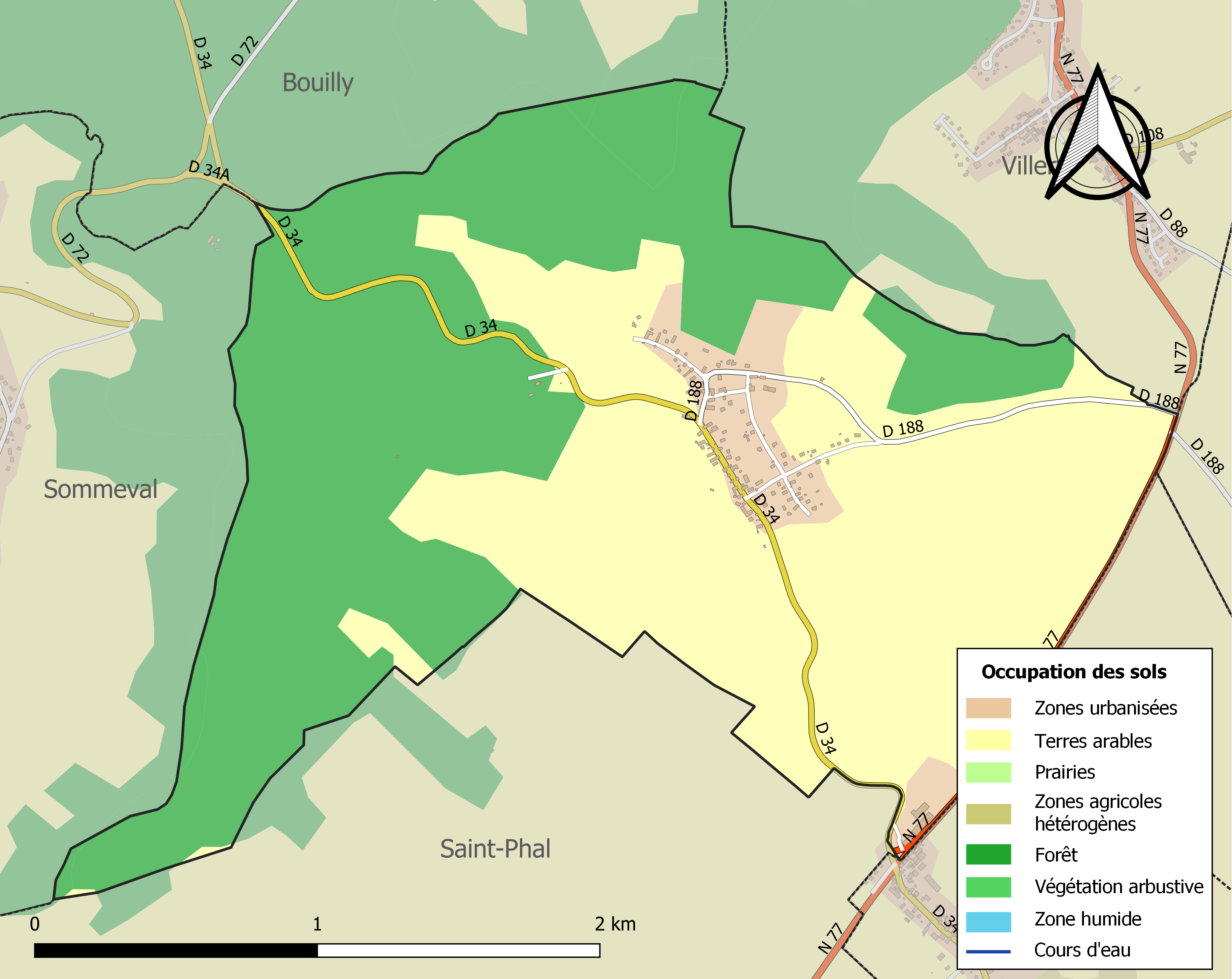
Carte des infrastructures et de l'occupation des sols de la commune en 2018 (CLC).

## Toponymie
Attesté sous la forme Javernandus en 877 (d'où le nom de javernandat), des mots gaulois gabros et nantos. Gabros a le sens de chèvre ou chevreuil, et nantos celui de vallée.

## Histoire
Le village existait au XIIe siècle et probablement au IXe siècle. Son nom provient probablement d'une forêt.
En 877, Charles le Chauve, sur la demande du duc de Boson, fit don à l'abbaye de Saint-Pierre et Saint-Frobert (qui devint Montier-la-Celle), de la forêt de Drosilon, ou de Javernant, près de Jeugny « silvam quamdam que cognominatur Drosilonis seu Javernandus que aspicere visa est ad villam que Juviniacum nuncupatur » (cartulaire de Montier-la-Celle no 191).
En 1238, André, sire de Saint-Phal, fit don à l'abbaye de la justice qu'il avait au bois de Javernant.
Le comte de Champagne avait, à Javernant, le droit de gîte, rappelé dans une extente du comté de 1275 à 1277. En 1328, le roi de France, son héritier, percevait de ce chef 8 livres 6 sous. Le seigneur était l'abbaye de Montier-la-Celle.
En 1114, Hugues, comte de Troyes, reconnut que ses sergents ne pouvaient procéder à une saisie ou une arrestation à Javernant sans avoir préalablement fait appel au moine de Montier-la-Celle chargé de gouverner ce village.
En 1234, André, sire de Saint-Phal, permit aux habitants de Javernant, sujets de l'abbaye de Montier-la-Celle, de mener leurs bestiaux dans les pâturages de Saint-Phal.
En 1251, Geoffroi de Villeneuve, chevalier, reconnut que les animaux de la communauté de Javernant avaient le droit de pâturer au finage de Lirey.
Un état des bois du domaine de Champagne, situés aux environs de Troyes, de 1290 environ, constate que quel « usaige de Javernant et de Valeri (Villery), tuichent [prononcez tuchant] au bois d'Epoisse Molene, movent de Montier la Celle » était d'environ 200 arpents.
En 1328, la prisée des châtelleries de Villemaur, d'Isle, etc. constate que cette abbaye avait à Javernant, une maison et une grange.
En 1386, parmi les revenus de l'abbaye de Javernant, figure la mairie de Javernanto qui était amodié pour 7 livres 10 sols.
Au XVIIe siècle, Charles de Brodot, gentilhomme servant à la bouche du roi, seigneur d'Antigny et en partie de Laines aux Bois, se disait aussi seigneur de Javernant ; mais c'était à titre de détenteur, par bail emphytéotique à lui fait en 1645, et qui fut résilié en 1649.
Elle fut érigée en paroisse curiale du diocèse de Troyes au Grand Doyenné en 1747. Auparavant, elle était considérée comme succursale de Saint Jean de Bonneval, ce qui était faux.
En 1761, le curé avait 550l. de rente et la fabrique 120.
En 1789, Javernant dépendait de l'intendance et de la généralité de Châlons, élection de Troyes ; du bailliage royal de Troyes et du bailliage ducal d'Aumont, châtellerie d'Isle.
En 1290, il y avait environ 40 feux.
En 1787, 313 habitants et en 1790, 320 hab.
À la Révolution, l'abbaye de Montier-la-Celle résista quelque temps, mais il fut définitivement fermé en 1792. Les objets qui s'y trouvaient furent répartis dans les paroisses qui en avaient fait la demande. C'est probablement là que l'église a acquis l'ensemble "Annonciation" aujourd'hui dispersé (Vierge au Louvre ; Archange à Cleveland aux États-Unis).
L'église fut transformée en salpêtrière (usine à salpêtre) et le curé y travailla comme ouvrier car il avait accepté la "Convention".
Les vignes, qui appartenaient à l'abbaye furent vendues comme bien national et acquises par des bourgeois de Troyes. Cela ne changea hélas rien pour la majorité des habitants qui restèrent vignerons pour le compte des nouveaux propriétaires. Quelques-uns purent acheter quelques lopins et devenir vignerons-propriétaires.
La maison des moines fut également vendue, mais nos recherches actuelles ne nous permettent pas de nommer les différents propriétaires.

## Politique et administration
| Période                                  | Période   | Identité                                             | Étiquette | Qualité              |
| ---------------------------------------- | --------- | ---------------------------------------------------- | --------- | -------------------- |
| avant juin 1995                          | mars 2008 | Jean-Jacques Laurent                                 | PCF       |                      |
| mars 2008                                | en cours  | Jean-Jacques Montagne Réélu pour le mandat 2020-2026 | DVD       | Agriculteur retraité |
| Les données manquantes sont à compléter. |           |                                                      |           |                      |

## Démographie
L'évolution du nombre d'habitants est connue à travers les recensements de la population effectués dans la commune depuis 1793. Pour les communes de moins de 10 000 habitants, une enquête de recensement portant sur toute la population est réalisée tous les cinq ans, les populations de référence des années intermédiaires étant quant à elles estimées par interpolation ou extrapolation. Pour la commune, le premier recensement exhaustif entrant dans le cadre du nouveau dispositif a été réalisé en 2007.

En 2022, la commune comptait 160 habitants, en évolution de +4,58 % par rapport à 2016 (Aube : +0,7 %, France hors Mayotte : +2,11 %).
| 1793 | 1800 | 1806 | 1821 | 1831 | 1836 | 1841 | 1846 | 1851 |
| ---- | ---- | ---- | ---- | ---- | ---- | ---- | ---- | ---- |
| 320  | 322  | 329  | 278  | 276  | 300  | 291  | 283  | 276  |

| 1856 | 1861 | 1866 | 1872 | 1876 | 1881 | 1886 | 1891 | 1896 |
| ---- | ---- | ---- | ---- | ---- | ---- | ---- | ---- | ---- |
| 258  | 259  | 245  | 232  | 211  | 203  | 222  | 214  | 215  |

| 1901 | 1906 | 1911 | 1921 | 1926 | 1931 | 1936 | 1946 | 1954 |
| ---- | ---- | ---- | ---- | ---- | ---- | ---- | ---- | ---- |
| 205  | 200  | 167  | 105  | 96   | 99   | 101  | 89   | 107  |

| 1962 | 1968 | 1975 | 1982 | 1990 | 1999 | 2006 | 2007 | 2012 |
| ---- | ---- | ---- | ---- | ---- | ---- | ---- | ---- | ---- |
| 84   | 69   | 76   | 109  | 121  | 113  | 148  | 153  | 158  |

| 2017 | 2022 | - | - | - | - | - | - | - |
| ---- | ---- | - | - | - | - | - | - | - |
| 150  | 160  | - | - | - | - | - | - | - |

## Économie
Certaines parcelles agricoles de la commune pourraient prochainement entrer dans la zone de production des vins de Champagne.

## Culture locale et patrimoine

### Lieux et monuments
Église de l'Assomption, en craie, du XVIe siècle, avec beau porche orné d'un christ aux liens.

## Héraldique
|  | Les armes de la ville se blasonnent ainsi : Parti : au 1er d’azur à une double cotice potencée et contre-potencée d’or, au chef cousu de gueules à une grappe de raisin aussi d’or, feuillée d’argent, au 2e de gueules à deux clés affrontées aussi d’argent, au chef cousu d’azur chargé d’un arbre aussi d’or. |